# Рания (Ирак)
Ра́ния (Ранья, Раниа, Ранийе, Рание; араб. رانية‎, курд. Ranye, сорани ڕانیە) — город на северо-востоке Ирака, расположенный на территории мухафазы Сулеймания (автономия Иракский Курдистан). Административный центр одноимённого округа.

## Географическое положение
Город находится в северной части мухафазы, в горной местности, к северу от водохранилища ГЭС Дукан. Абсолютная высота — 576 метров над уровнем моря.
Ранья расположена на расстоянии приблизительно 85 километров к западу от Сулеймании, административного центра провинции и на расстоянии 315 километров к северо-северо-востоку (NNE) от Багдада, столицы страны.

## Население
На 2012 год население города составляло 52 767 человек (расчётное).